# Olena Demjanenko
Olena Viktorivna Demjanenko (Oekraïens: Олена Вікторівна Дем'яненко) (Lviv, 8 mei 1966) is een Oekraïens filmregisseur, filmproducent en scenarioschrijver. Ze is lid van de National Union of Cinematographers of Ukraine, de Oekraïense Filmacademie (sinds 2017) en de European Film Academy (sinds 2018).

## Biografie
Olena Demjanenko werd op 8 mei 1966 geboren in Lviv en studeerde filmregie aan het Karpenko-Kary-instituut voor theaterkunsten van Kiev, waar ze in 1990 afstudeerde. Tussen 2001 en 2012 werkte ze in Moskou, waar ze een aantal miniseries regisseerde voor de grootste Russische televisiezender Perviy kanal. In 2012 keerde Olena terug naar Oekraïne tijdens het herstel van de nationale filmindustrie. Daar was ze mede-oprichter van de Gagarin Media Film Company. In 2013 produceerde, schreef en regisseerde ze samen met haar man, Dmitriy Tomashpolsky, de romantische komedie F 63.9 Bolezn lyubvi. In 2017 won ze samen met Tomashpolsky de Gouden Dziga (prijs van de Oekraïense Filmacademie) voor beste scenario voor de film Moya babusya Fani Kaplan.

## Filmografie (selectie)
| Jaar | Film                                                  | Bijdragen | Bijdragen | Bijdragen | Opmerkingen |
| Jaar | Film                                                  | Regie     | Scenario  | Productie | Opmerkingen |
| ---- | ----------------------------------------------------- | --------- | --------- | --------- | ----------- |
| 2021 | Prostir (Space)                                       |           |           | Afgevinkt |             |
| 2019 | Storonniy (Stranger)                                  |           |           | Afgevinkt |             |
| 2019 | Hutsulka Ksenya                                       | Afgevinkt | Afgevinkt | Afgevinkt |             |
| 2018 | Lol: Rzhaka (Laugh or Die)                            |           |           | Afgevinkt |             |
| 2016 | Moya babusya Fani Kaplan (My Grandmother Fani Kaplan) | Afgevinkt | Afgevinkt | Afgevinkt |             |
| 2013 | F 63.9 Bolezn lyubvi (F63.9 Love Sickness)            | Afgevinkt |           | Afgevinkt |             |